# Chi Côm
Chi Côm (danh pháp khoa học: Elaeocarpus) là một chi gồm các loài cây thường xanh và cây bụi ở nhiệt đới và cận nhiệt đới. Có khoảng 350-485 loài (tùy hệ thống phân loại) trong chi này, phân bố từ Madagascar ở phía tây qua Ấn Độ, Đông Nam Á, Malaysia, nam Trung Hoa, và Nhật Bản, qua Úc đến New Zealand, Fiji, và Hawaii ở phía đông. Các đảo Borneo và New Guinea có mật độ loài lớn nhất của chi này. Các loài cây này có quả giống viên trân châu nhiều màu sắc. Nhiều loài bị đe dọa, đặc biệt là bởi mất nơi sống.

## Từ nguyên
Elaeocarpus có nguồn gốc từ tiếng Hy Lạp, nghĩa là ‘quả ô liu’ hay 'với quả giống như quả ô liu'.

## Mô tả

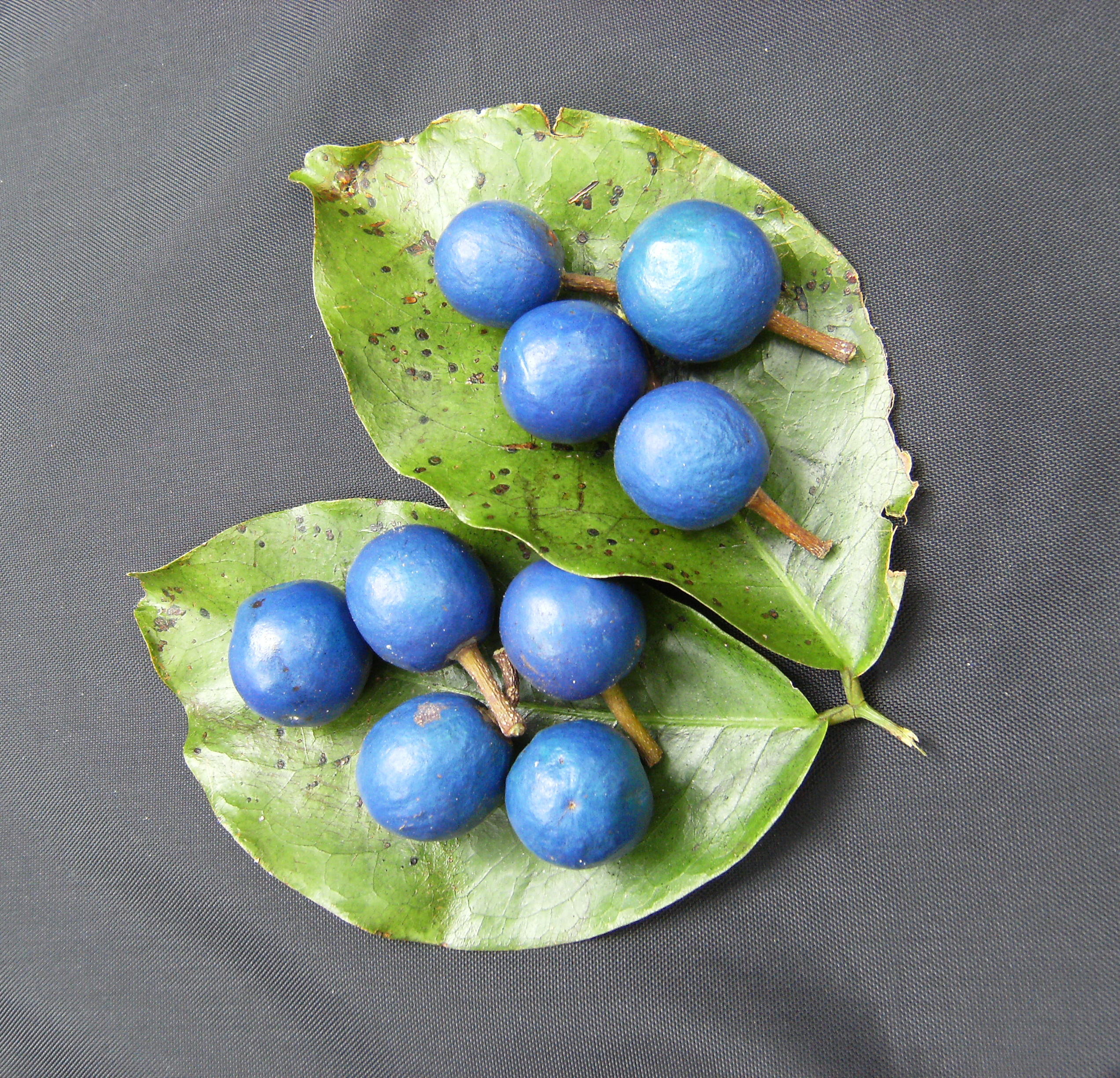
Quả của Elaeocarpus ganitrus.

Cây gỗ hoặc hiếm khi là cây bụi. Lá mọc so le hoặc mọc vòng; các lá kèm thẳng hoặc hiếm khi giống lá, sớm rụng, hiếm khi bền; cuống lá thường dài và phồng ở cả hai đầu; mép phiến lá có răng cưa hoặc nguyên, gân lá lông chim. Cụm hoa mọc ở nách lá, dạng cành hoa. Hoa lưỡng tính, mẫu 4 hoặc 5. Lá đài 4 hoặc 5 mảnh, phía xa trục thường có lông tơ. Cánh hoa 4 hoặc 5, màu trắng, rời, mép có khía, hiếm khi nguyên hoặc có thùy. Nhị từ 8 đến nhiều; chỉ nhị ngắn; bao phấn 2 ngăn, mở từ các khe nứt trên đỉnh, có râu hoặc lông ở đỉnh. Đĩa mật thường 5-10 thùy có tuyến, hiếm khi hình tròn. Bầu nhụy thượng, 2-5(-7) ngăn; lá noãn 2-12 mỗi ngăn; vòi nhụy thẳng hoặc hình dùi. Quả là quả hạch, 1 (hoặc 5) ngăn; vỏ quả trong cứng, giống xương, bề mặt thường có lỗ khuyết. Hạt thường 1 mỗi ngăn, với nội nhũ mọng thịt; các lá mầm mỏng; phôi thẳng hoặc cong.
Một đặc trưng đáng chú ý của chi này là các cụm hoa rủ, thường có diềm.

## Sử dụng
Trong khu vực Darjeeling và Sikkim, quả của một vài loài Elaeocarpus được gọi là bhadrasey và được dùng để làm các món dưa chua và tương chua cay. Hạt của Elaeocarpus ganitrus được dùng để làm rudraksha, một kiểu tràng hạt dùng trong đạo Hindu.

## Một số loài
| - Elaeocarpus achmadii - Elaeocarpus acmocarpus - Elaeocarpus acmosepalus - Elaeocarpus acrantherus - Elaeocarpus acuminatus: Ấn Độ. Bị đe dọa. - Elaeocarpus adenopus - Elaeocarpus affinis - Elaeocarpus albiflorus - Elaeocarpus albifolius - Elaeocarpus amboinensis - Elaeocarpus amoenus: Sri Lanka - Elaeocarpus amplifolius - Elaeocarpus angustifolius: Côm lá hẹp. - Elaeocarpus apoenis - Elaeocarpus balansae: Côm balansa; Cho nau - Elaeocarpus bidupensis: Côm Bi Đúp - Elaeocarpus bifidus – Kalia (Oʻahu, Kauaʻi) - Elaeocarpus biflorus - Elaeocarpus blascoi - Elaeocarpus bojeri: Mauritius - Elaeocarpus bonii: Chồi dà. - Elaeocarpus braceanus - Elaeocarpus brigittae - Elaeocarpus calomala - Elaeocarpus castaneifolius - Elaeocarpus ceylanicus - Elaeocarpus chinensis: Côm Trung Quốc. - Elaeocarpus coactilus: Côm nhung. - Elaeocarpus colnettianus - Elaeocarpus coorangooloo: Queensland (Úc) - Elaeocarpus cordifolius - Elaeocarpus coriaceus - Elaeocarpus crassus: New Guinea - Elaeocarpus cruciatus - Elaeocarpus darlacensis: Côm Đắk Lắk. - Elaeocarpus debruynii: New Guinea - Elaeocarpus decipiens - Elaeocarpus dentatus – Hīnau - Elaeocarpus dinagatensis - Elaeocarpus eriobotryoides - Elaeocarpus eumundi: Australia - Elaeocarpus ferrugineus: Malaysia, Borneo. - Elaeocarpus fleuryi: Côm Fleury. - Elaeocarpus floribundus: Côm trâu, côm nhiều hoa, hồng trâu. Từ Assam tới tây trung Malesia. - Elaeocarpus fraseri - Elaeocarpus fruticosus - Elaeocarpus gagnepainii: Côm láng, côm Gagnepain. - Elaeocarpus gaussenii - Elaeocarpus gigantifolius - Elaeocarpus glaber - Elaeocarpus glandulifer - Elaeocarpus graeffei - Elaeocarpus grandiflorus: Côm hoa lớn, côm nước, song tran dai, xe nay, chim chim, cham chim, dam, dam lay pa. Ấn Độ, Đông Dương, Malaysia, Malesia. - Elaeocarpus griffithii: Côm tầng, côm sỏi, côm Griffith, lôm côm, côm Bạch Mã, xương cá, chua moi, phao lai, kao vang, chuộc bụng. - Elaeocarpus griseopuberulus: Côm lông xám. - Elaeocarpus grumosus: Côm có mụt, gai đầu lá thau. - Elaeocarpus hainanensis: Côm Hải Nam, rì rì màng tang, rì rì nang tai, a luan dai. Đông Dương và Trung Quốc (Hải Nam, Vân Nam, Quảng Đông, Quảng Tây). - Elaeocarpus harmandii: Côm nến, côm Harmand, cha canh, chien day. - Elaeocarpus hartleyi: New Guinea - Elaeocarpus hedyosmus: Sri Lanka - Elaeocarpus holopetalus: New South Wales, Victoria (Úc) - Elaeocarpus homalioides - Elaeocarpus hookerianus – Pōkākā. New Zealand. - Elaeocarpus hygrophilus: Côm cánh ướt, côm háo ẩm, cà na. Từ Assam đến Đông Dương. - Elaeocarpus indochinensis: Côm hoa nhỏ, côm Đông Dương. - Elaeocarpus inopinatus - Elaeocarpus integrifolius - Elaeocarpus japonicus: Côm Nhật, côm Nhật Bản. Từ trung và nam Nhật Bản đến Đài Loan, miền nam Trung Quốc và Việt Nam. | - Elaeocarpus joga: Cây yoga. - Elaeocarpus johnsonii - Elaeocarpus kaalensis - Elaeocarpus kirtonii: Úc - Elaeocarpus kontumensis: Côm Kon Tum. - Elaeocarpus lanceifolius: Côm bộng, côm lá thon. Ấn Độ (Assam), Bangladesh, Campuchia, Trung Quốc (trung nam, đông Himalaya), Lào, Myanmar, Nepal, Thái Lan, Việt Nam. - Elaeocarpus laoticus: Côm Lào. - Elaeocarpus limitaneus: Côm biên. - Elaeocarpus linearifolius: Côm lá hẹp. - Elaeocarpus macrocerus: Côm sừng to, côm duyên hải. - Elaeocarpus mastersii - Elaeocarpus medioglaber: Côm trụi, côm giữa trụi. - Elaeocarpus miegei: New Guinea, quần đảo Bismarck, quần đảo Solomon, quần đảo Aru và đảo Melville. - Elaeocarpus mindoroensis - Elaeocarpus miriensis - Elaeocarpus mollis - Elaeocarpus montanus: Sri Lanka - Elaeocarpus moratii - Elaeocarpus multiflorus - Elaeocarpus munroi - Elaeocarpus nanus - Elaeocarpus neobritannicus: New Guinea, quần đảo Bismarck - Elaeocarpus nitentifolius: Côm lá bóng. - Elaeocarpus nitidus: Côm láng, le nui. - Elaeocarpus oblongilimbus - Elaeocarpus obovatus: Úc - Elaeocarpus obtusus - Elaeocarpus petelotii: Côm hoa nhỏ, côm Petelot. - Elaeocarpus petiolatus: Côm cuống dài, côm xoan. - Elaeocarpus photiniifolius: Quần đảo Ogasawara. - Elaeocarpus pierrei - Elaeocarpus poilanei: Tô, côm Poilane - Elaeocarpus prunifolius: Côm lá mận. - Elaeocarpus pseudopaniculatus - Elaeocarpus recurvatus - Elaeocarpus reticosus - Elaeocarpus reticulatus - Elaeocarpus robustus: Ấn Độ, Bangladesh. - Elaeocarpus royenii - Elaeocarpus rugosus - Elaeocarpus sallehianus - Elaeocarpus sedentarius - Elaeocarpus serratus: Nam Á - Elaeocarpus sikkimensis: Ấn Độ, Bhutan - Elaeocarpus simaluensis - Elaeocarpus sphaerocarpus - Elaeocarpus stipularis: Côm lá kèm, côm lá bẹ, chan chan. Đông Dương, Malesia - Elaeocarpus storckii: Fiji - Elaeocarpus subvillosus - Elaeocarpus sylvestris: Côm trâu, côm cánh trụi, côm rừng, côm gạo, côm lá to, côm tầng, xương cá. Nhật Bản, Đài Loan, Trung Quốc, Đông Dương. - Elaeocarpus symingtonii - Elaeocarpus taprobanicus: Sri Lanka. - Elaeocarpus tectorius: Côm Đồng Nai, côm côn, côm mạnh, la mat cat. - Elaeocarpus timikensis: New Guinea. - Elaeocarpus tonkinensis: Côm Bắc Bộ. - Elaeocarpus tuberculatus - Elaeocarpus valetonii - Elaeocarpus variabilis: Nam Ấn Độ. - Elaeocarpus varunua: Côm xanh. - Elaeocarpus venosus - Elaeocarpus venustus - Elaeocarpus verruculosus - Elaeocarpus verticillatus - Elaeocarpus viguieri: Côm da, nhoi. - Elaeocarpus vitiensis - Elaeocarpus whartonensis - Elaeocarpus williamsianus: Hiếm, ở New South Wales, Australia. - Elaeocarpus xanthodactylus - Elaeocarpus zambalensis |

## Thư viện ảnh

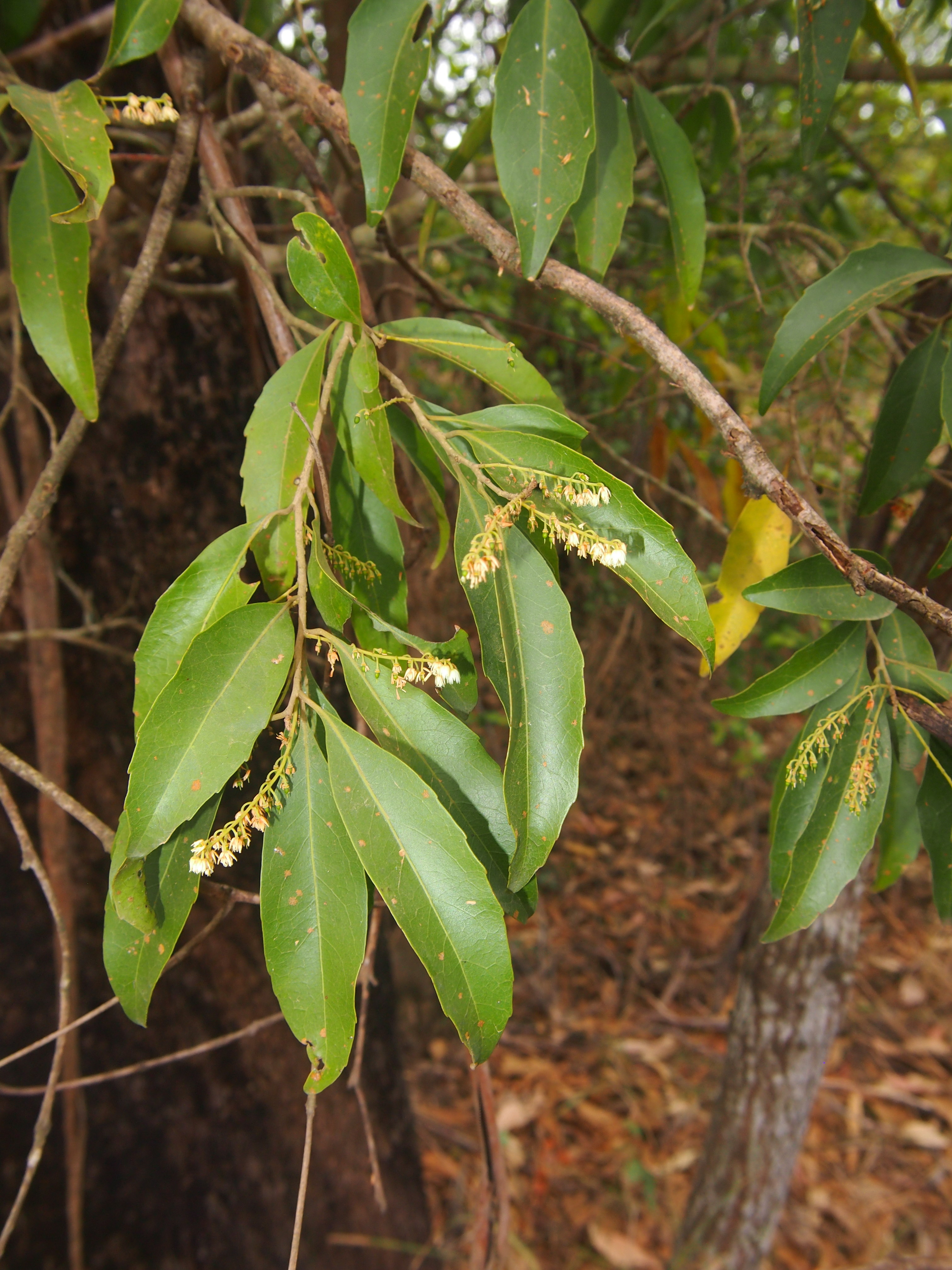
Elaeocarpus angustifolius.
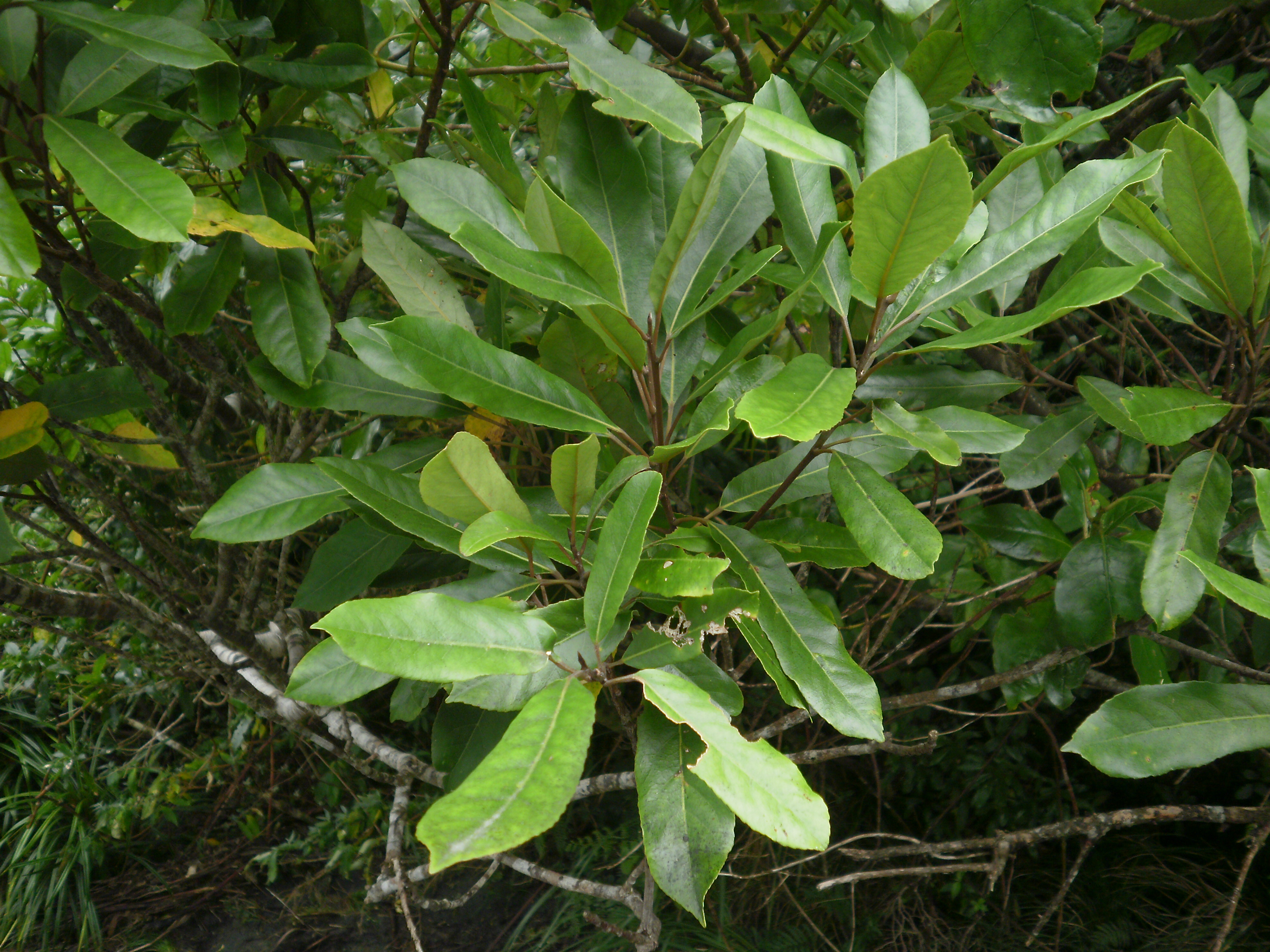
Elaeocarpus dentatus.
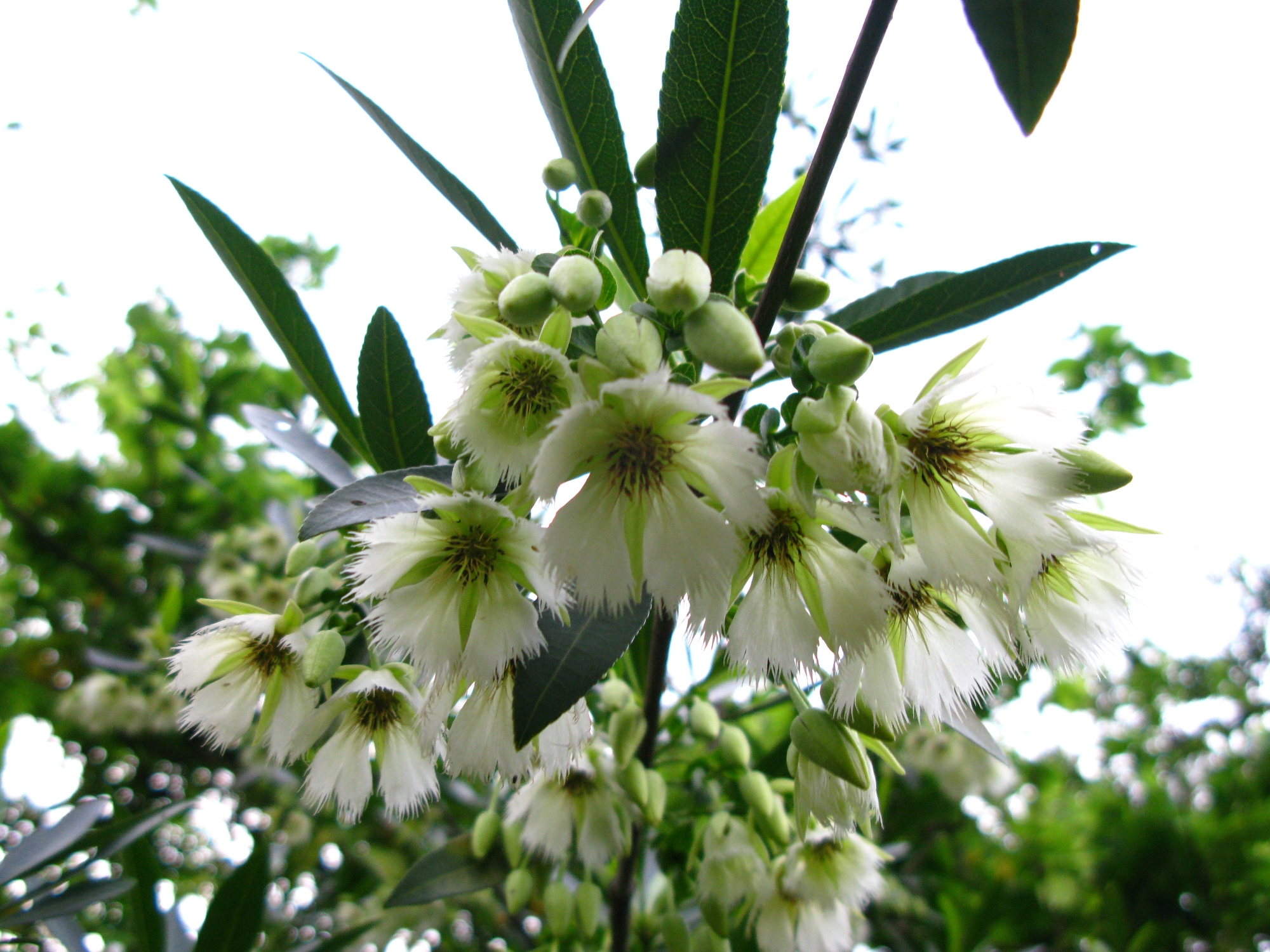
Elaeocarpus hainanensis.
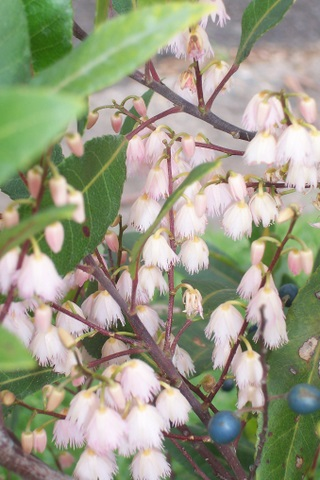
Elaeocarpus reticulatus.
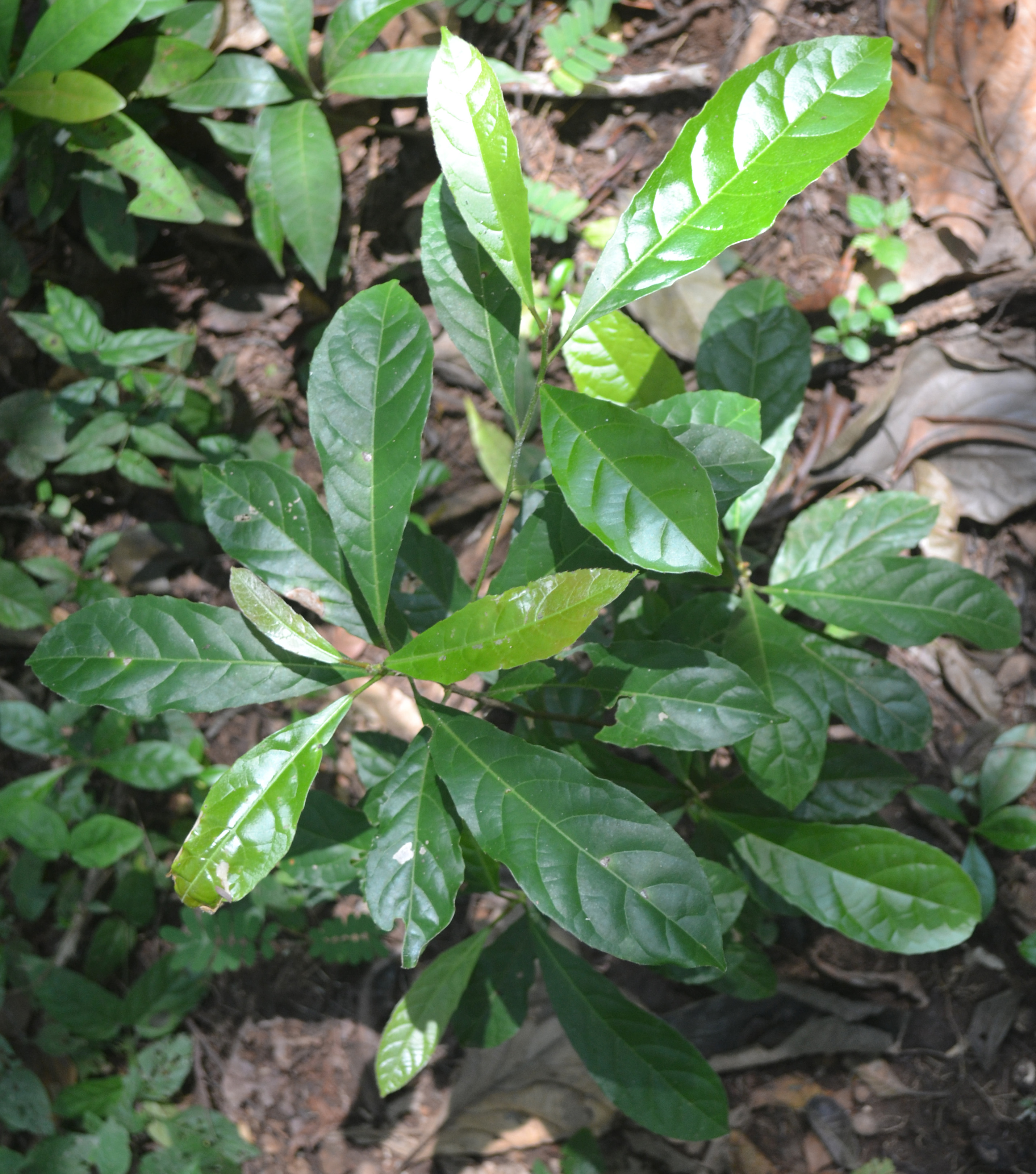
Elaeocarpus serratus